# くまたか (ミサイル艇)
くまたか（ローマ字：JS Kumataka, PG-827）は、海上自衛隊のミサイル艇。はやぶさ型ミサイル艇の4番艇。艇名は「クマタカ」に由来する。うみたか型駆潜艇「くまたか」に次いで日本の艦艇としては2代目である。
本記事は、本艇の艦暦について主に取り扱っているため、性能や装備等の概要についてははやぶさ型ミサイル艇を参照されたい。

## 艦歴
「くまたか」は、平成12年度計画ミサイル艇827号艇として、三菱重工業下関造船所で2001年10月2日に起工され、2002年8月2日に進水、2003年3月24日に就役し、同日付で佐世保地方隊佐世保警備隊隷下に新編された第3ミサイル艇隊に「おおたか」とともに編入された。
2008年12月1日、大湊地方隊隷下の余市防備隊第1ミサイル艇隊に編成替え。
2012年4月15日、陸奥湾で墜落した第25航空隊所属SH-60Jの捜索に参加。
2015年7月9日午前5時半から11時半、宗谷岬北東60kmを西に航行するスラヴァ級ミサイル巡洋艦「ヴァリャーグ」、ソブレメンヌイ級駆逐艦「ビストルイ」、ウダロイI級駆逐艦「アドミラル・ヴィノグラードフ」、改アルタイ級補給艦１隻、標的船曳航中のPE-65型航洋曳船「MB-92」で構成されるロシア艦隊を発見、監視した。艦隊はその後宗谷海峡を西に進んでいる。
同年7月10日午前2時半頃から7月11日午前7時半頃、宗谷岬北東を航行するウダロイ級駆逐艦1隻、グリシャV型警備艦4隻（「MPK-221」など）、タランタルIII型ミサイル艇3隻（「R-18」など）、ロプーチャ級揚陸艦「アドミラル・ニヴェルスキー」、タピール級揚陸艦1隻、改アルタイ級補給艦「イジョラ」、オビ級病院船「イルティシュ」で構成されるロシア艦隊を発見、監視した。艦隊はその後宗谷海峡を西に進んでいる。
同年8月29日午後4時頃、中露合同軍事演習「海上連合2015（II）」を終えて宗谷岬北西90kmを東に進む瀋陽級駆逐艦「瀋陽」、江凱型フリゲート「臨沂」、「衝陽」、071型揚陸艦「長白山」、福池型補給艦「太湖」を発見、監視した。艦隊はその後宗谷海峡を東に進んでオホーツク海に入っている。翌日午後6時半頃、宗谷岬西150kmを北東に航行するソブレメンヌイ級駆逐艦「ビストルイ」で構成される中国艦隊を発見、監視した。艦隊はその後宗谷海峡を東に進み、オホーツク海に入っている。
同年9月27日午前7時半頃、宗谷岬北西120kmを東に航行するグリシャIII型警備艦「ホルムスク」、ロプーチャI型揚陸艦「アドミラル・ニヴェルスキー」、ロプーチャII型揚陸艦「ペレスウェート」で構成されるロシア艦隊を発見、監視した。艦隊はその後宗谷海峡を東に向かっている。
2016年5月10日午前5時頃、宗谷岬北西120kmを東に航行するタランタルIII型ミサイル艇「R-24」、「R-29」で構成されるロシア艦隊を発見、監視した。艦隊はその後宗谷海峡を東に抜けている。
同年5月30日午前6時頃、宗谷岬西北西120kmを東に航行するグリシャV型警備艦「ウスト・イリムスク」、「MPK-221」で構成されるロシア艦隊を発見、監視した。艦隊はその後宗谷海峡を東に進んでいる。
同年8月5日午後3時、青森県尻屋崎の北東約100kmの太平洋上を西進するロシア海軍ウダロイI級駆逐艦「アドミラル・ヴィノグラードフ」を確認した。
同年10月19日午後12時頃、宗谷岬北西55kmの日本海を東に航行するグリシャV型警備艦「ソヴェツカヤ・ガヴァニ」、ロプーチャII型揚陸艦「ペレスウェート」、改アルタイ型補給艦「イリム」で構成されるロシア艦隊を発見、監視した。艦隊はその後オホーツク海に入っている。
2017年7月5日、宗谷岬沖を航行するスラヴァ級ミサイル巡洋艦1隻、ウダロイI級駆逐艦2隻、ソブレメンヌイ級駆逐艦1隻、グリシャIII型フリゲート1隻、グリシャV型フリゲート2隻、タランタルIII型ミサイル艇6隻、ナヌチュカIII型ミサイル艇1隻、ロプーチャI型揚陸艦1隻、ロプーチャII型揚陸艦1隻で構成されるロシア艦隊を発見、監視した。
2023年10月26日、北海道西方の訓練海空域において、大湊地方総監部とともに海上保安庁との共同訓練に参加した。海保からは第一管区海上保安本部、巡視船「ほろべつ」・「おくしり」が参加し、情報共有訓練、ミサイル艇及び巡視船の運動要領等に関する訓練を実施した。
2025年3月24日、大湊地方隊の横須賀地方隊への統合にともない、第1ミサイル艇隊が横須賀地方隊隷下の函館基地隊に編成替え。

## ギャラリー

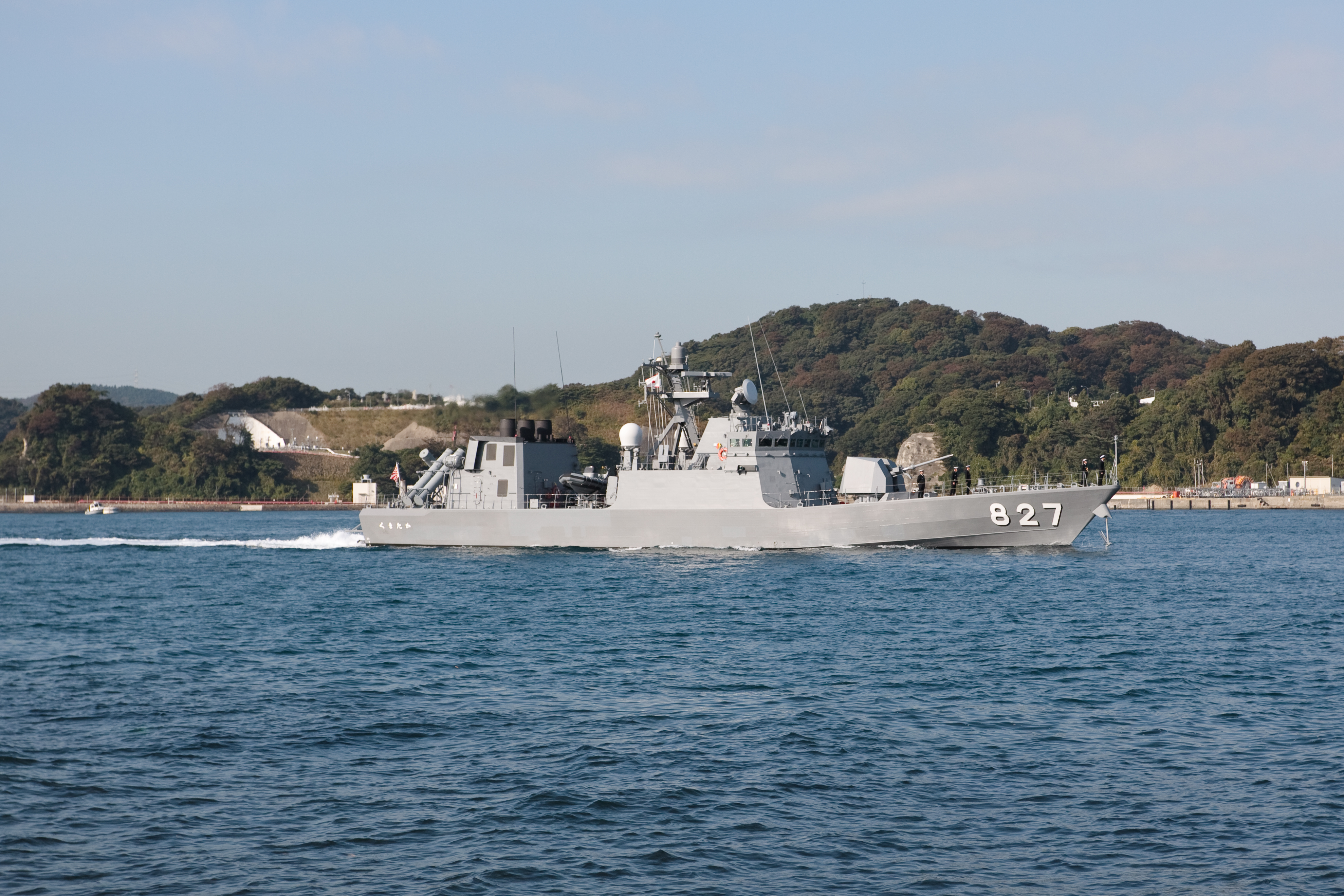
横須賀港にて
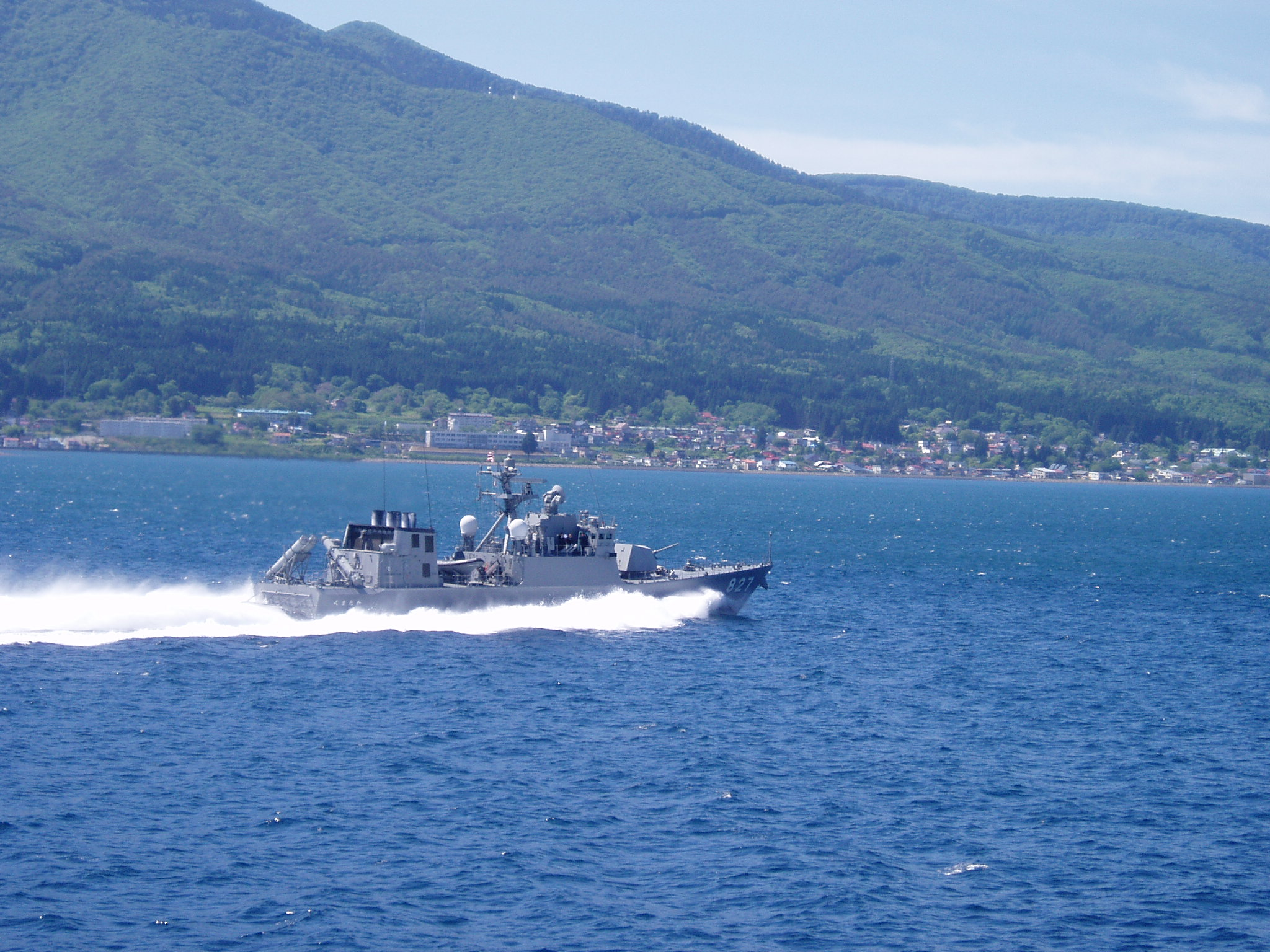
陸奥湾にて
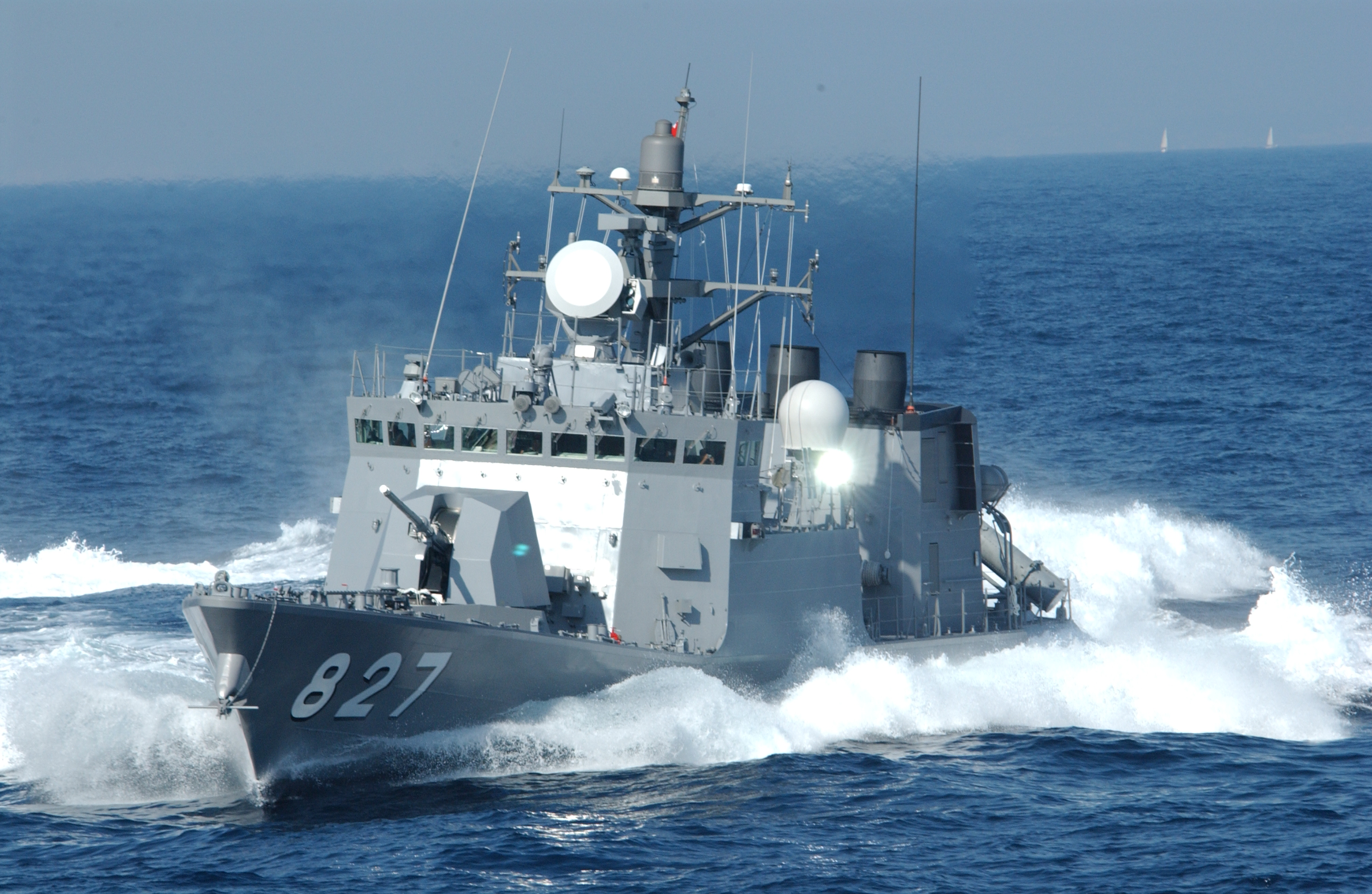
高速航行
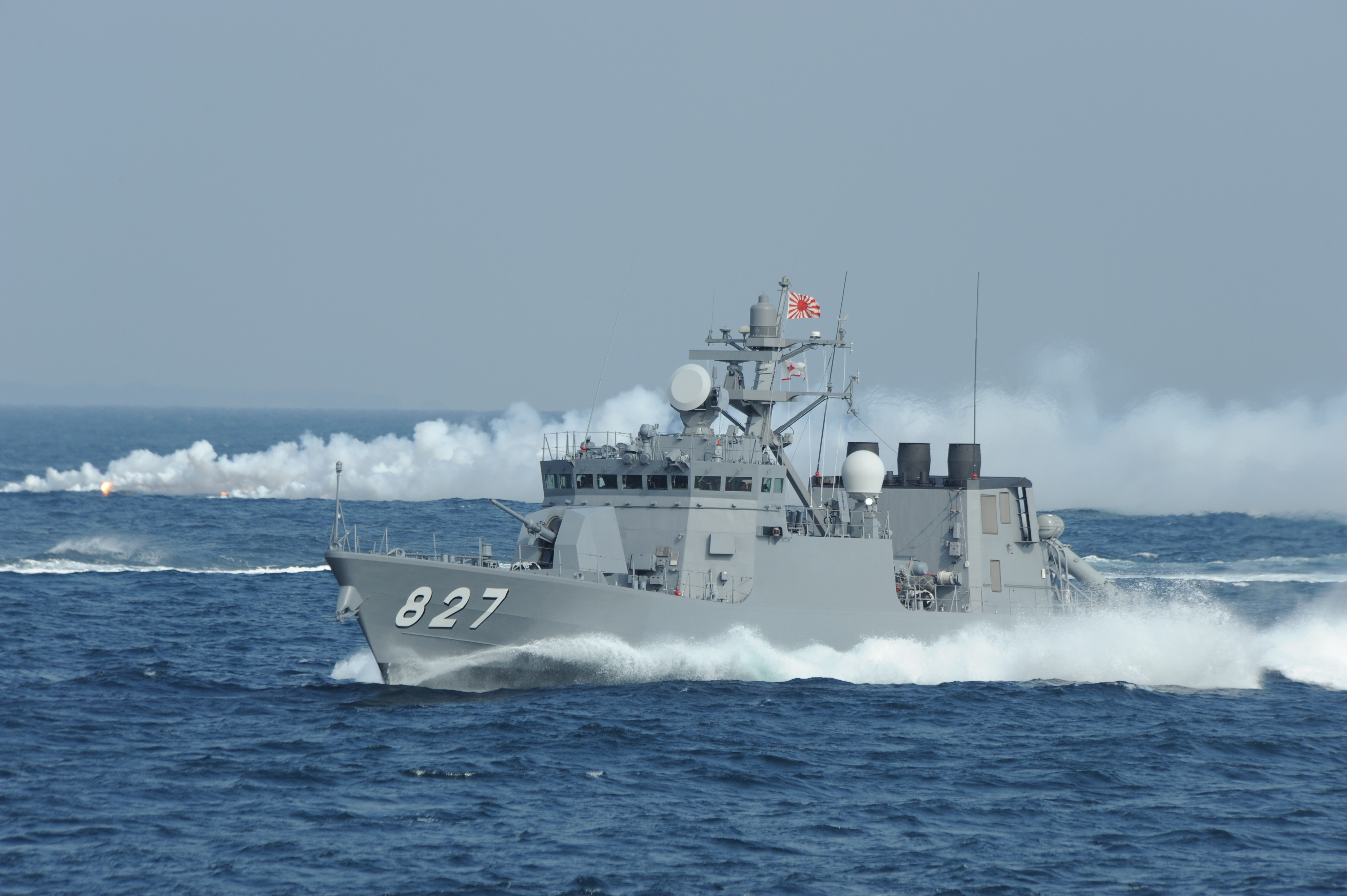
高速航行中、後方の白煙はIRデコイ
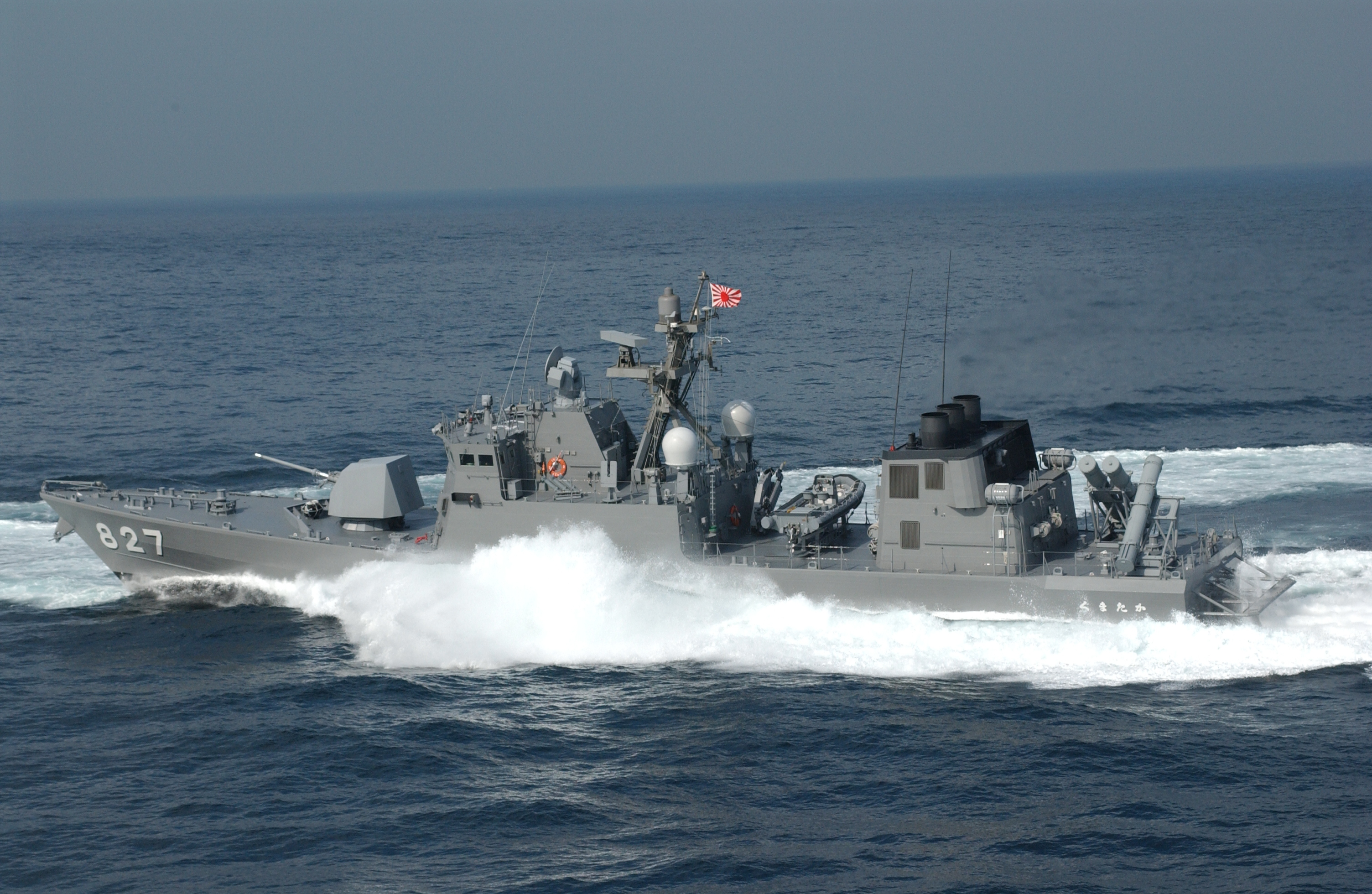
高速回頭
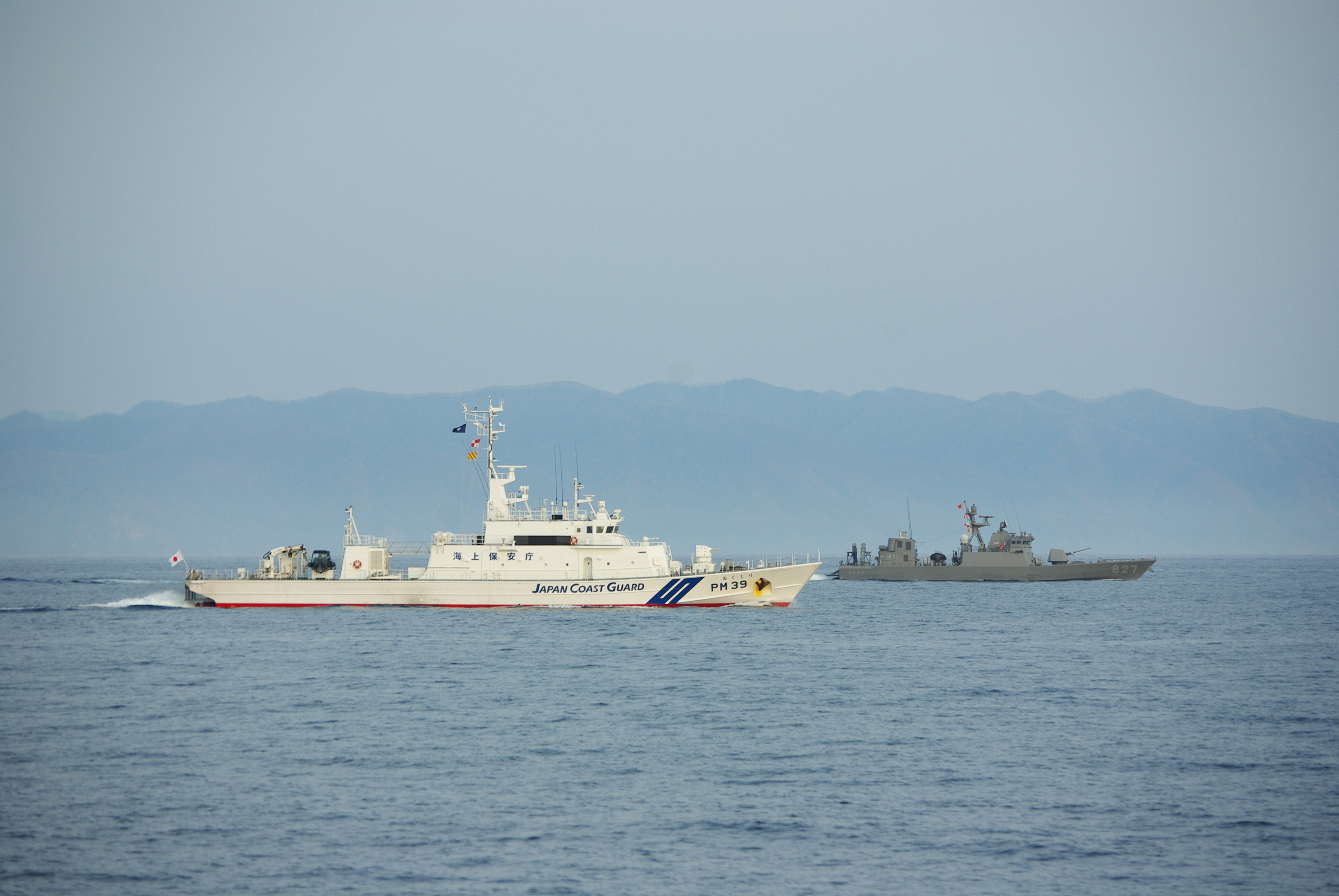
共同訓練を実施中の海保巡視船「おくしり」と「くまたか」（奥）